# Инициирующие взрывчатые вещества
Инициирующие взрывчатые вещества — индивидуальные вещества или смеси, легко взрывающиеся под действием простого начального импульса (удар, трение, луч огня) с выделением энергии, достаточной для воспламенения или детонации бризантных взрывчатых веществ. Характерная особенность инициирующих взрывчатых веществ — лёгкий переход горения во взрыв в тех условиях, в которых такой переход для вторичных взрывчатых веществ не происходит.
Требования, предъявляемые к инициирующим взрывчатым веществам: высокая инициирующая способность, обеспечивающая безотказное возбуждение взрыва в заряде вторичного взрывчатого вещества при малых количествах инициирующего вещества; безопасность в обращении и применении; хорошая сыпучесть и прессуемость, необходимые для точных навесок и предупреждения высыпания из готовых изделий; химическая и физическая стойкость; совместимость со вторичными ВВ и конструкционными материалами; влагостойкость.
Инициирующие взрывчатые вещества применяют в военном деле, горнодобывающей промышленности в виде зарядов в специальной конструкции — так называемые капсюли-детонаторы и капсюли-воспламенители.

## Индивидуальные вещества, используемые в практике
Данные вещества использовались и используются до сих пор для производства капсюлей-детонаторов (обычно в виде смесей с компонентами, уменьшающими взрывоопасность и повышающими технологичность):
- Фульминат ртути (гремучая ртуть)
- Азид свинца
- Тринитрорезорцинат свинца (стифнат свинца)
- Циануртриазид
- Пикрат свинца
- Фенилацетиленид меди

## Смеси, используемые в практике
Как уже указывалось выше, чистые инициирующие вещества редко используются на практике, например, состав для ударных капсюлей может быть выражен составом: 16-28 % гремучей ртути, 36-55 % хлората калия и 28-37 % сульфида сурьмы.
Кроме того, существуют смеси, где ни один из компонентов не является отдельно инициирующим веществом. Примером такой смеси является смесь красного фосфора и хлората калия, которая широко используется в производстве пистонов, новогодних хлопушек и т. п.

## Вещества, которые рассматривались как инициирующие взрывчатые вещества
Данные вещества часто описывались в патентах, но по разным причинам не нашли практического применения или применялись в очень ограниченном объёме:
- Азиды тяжёлых металлов (меди, таллия, кадмия и др.)
- Ацетиленид серебра
- Пероксид ацетона (триперекись триацетона, ТА, «киса»)
- Гексаметилентрипероксиддиамин (ГМТД)
- Пикраты тяжёлых металлов
- Фульминат серебра (гремучее серебро)
- Перхлорат 2,4-динитрофенилдиазония
- Диазодинитрофенол
- 5-Нитротетразолат ртути

## Чрезвычайно чувствительные инициирующие взрывчатые вещества
Данная группа веществ никогда не найдет применения в практике взрывного дела из-за очень высокой чувствительности к малейшим механическим и тепловым воздействиям. Но некоторые из этих веществ представляют практический интерес в других научных областях и в области техники безопасности.
- Йодистый азот (аммиакат нитрида трииода) — очень известен в связи с многочисленными опытами с ним, иногда приводившим к трагическим последствиям. В чистом, сухом виде детонирует от вспышки света, от альфа-излучения, от проведения перышком, от слабого надавливания или нагревания и т. п. Обычно загрязнен иодом и продуктами неполного замещения иодом атомов водорода в аммиаке, уменьшающими чувствительность.
- Триоксид ксенона — известен как самый стабильный из оксидов ксенона. Несмотря на это, кристаллы весом более 20 мг способны детонировать в сухом виде от собственного веса с тепловой  мощностью, равной тротилу.
- Пероксиацетилнитрат — является компонентом фотохимического смога. В чистом виде эта жидкость детонирует от неизвестных причин в 10 случаях из 10. Показано, что детонация может провоцироваться неровностями стекла.
- Нитрид серебра — это чёрное вещество известно в технике безопасности, как осадок, выпадающий в аммиачном растворе солей серебра при очень длительном стоянии. Способен детонировать и в сухом и во влажном состоянии.
- Пероксиды простых эфиров (чаще диэтилового, диизопропилового) — образуются при стоянии простых эфиров в контакте с воздухом. Их наличие в простых эфирах может привести к взрывам в лаборатории и все простые эфиры, особенно которые должны упариваться досуха, должны проверяться на наличие этих веществ реакцией с иодидом калия.

## Перспективные инициирующие взрывчатые вещества
- Комплексы железа и нитротетразола, содержащие молекулы воды или аммиака были предложены в качестве Green Primes — экологически безопасных инициирующих взрывчатых веществ, не содержащих свинца и ртути.
- Аммиачные комплексы перхлората кобальта с производными тетразола (напр. BNCP) предложены как средства инициирования с использованием лазерного излучения, подводимого по оптоволокну, что резко повышает безопасность проведения взрывных работ, так как невозможно накопление статического электричества и т. п. инциденты.